# Адміністративний поділ Домініки
Адміністративно Домініка ділиться на 10 парафій (округів). Кожен із них названий на честь якогось святого. Всі округи мають вихід до моря. Парафії мають виборне самоврядування. Десять зірок на прапорі Домініки символізують парафії.

## Список парафій
| №  | Парафія (округ) | Оригінальна назва          | Переклад                | Адміністративный центр | Площа, км² | Населення, (2011) чол. | Щілність нас., чол./км² | Карта |
| -- | --------------- | -------------------------- | ----------------------- | ---------------------- | ---------- | ---------------------- | ----------------------- | ----- |
| 1  | Сент-Ендрю      | англ. Saint Andrew Parish  | Парафія Святого Андрія  | Уеслі                  | 178,27     | 9 471                  | 58,68                   |       |
| 2  | Сент-Девід      | англ. Saint David Parish   | Парафія Святого Давида  | Розалі                 | 131,6      | 6 043                  | 51,59                   |       |
| 3  | Сент-Джордж     | англ. Saint George Parish  | Парафія Святого Георгія | Розо                   | 56,1       | 21 241                 | 360,27                  |       |
| 4  | Сент-Джон       | англ. Saint John Parish    | Парафія Святого Івана   | Портсмут               | 59,0       | 6 561                  | 99,95                   |       |
| 5  | Сент-Джозеф     | англ. Saint Joseph Parish  | Парафія Святого Йосифа  | Сент-Джозеф            | 120,1      | 5 637                  | 48,00                   |       |
| 6  | Сент-Люк        | англ. Saint Luke Parish    | Парафія Святого Луки    | Пуент-Мішель           | 7,77       | 1 668                  | 202,83                  |       |
| 7  | Сент-Марк       | англ. Saint Mark Parish    | Парафія Святого Марка   | Суфрієр                | 9,9        | 1 834                  | 192,63                  |       |
| 8  | Сент-Патрік     | англ. Saint Patrick Parish | Парафія Святого Патріка | Берекуа                | 84,4       | 7 672                  | 99,32                   |       |
| 9  | Сент-Пол        | англ. Saint Paul Parish    | Парафія Святого Павла   | Мао                    | 67,4       | 9 786                  | 124,58                  |       |
| 10 | Сент-Пітер      | англ. Saint Peter Parish   | Парафія Святого Петра   | Коліо                  | 27,7       | 1 430                  | 52,42                   |       |
|    | Всього          |                            |                         |                        | 742,24     | 71 293                 | 95,44                   |       |